# Острожнюк Олександр Петрович
Олекса́ндр Петро́вич Острожню́к — старший солдат Збройних сил України; учасник російсько-української війни.
В мирний час проживає у Браїлові. Брав участь у боях в складі 308-го інженерно-технічного батальйону.

## Нагороди
За особисту мужність, сумлінне та бездоганне служіння Українському народові, зразкове виконання військового обов'язку відзначений — нагороджений
- орденом «За мужність» III ступеня (4.12.2015).